# Materpiscis
Materpiscis («pez madre» en latín) es un género de placodermo ptictodóntido del Devónico Superior (hace unos 380 millones de años) de la formación de Gogo Reef, en la Australia Occidental. Se le conoce a partir de un único ejemplar, que es especial porque contiene un embrión de Materpiscis en su interior, con una estructura placentaria de alimentación mineralizada bastante bien conservada (un cordón umbilical). Esto convierte al Materpiscis en el vertebrado vivíparo (es decir, que da a luz crías vivas) más primitivo que conocemos.
El fósil fue hallado en 2005 en la región de Gogo, en la Australia Occidental, por John Long del Museo Victoria y sus colegas Kate Trinajstic, Gavin Young y Tim Senden. Los fósiles del yacimiento de Gogo están preservados en limo, por lo que para disolver este limo que envuelve los fósiles se utiliza ácido acético diluido.

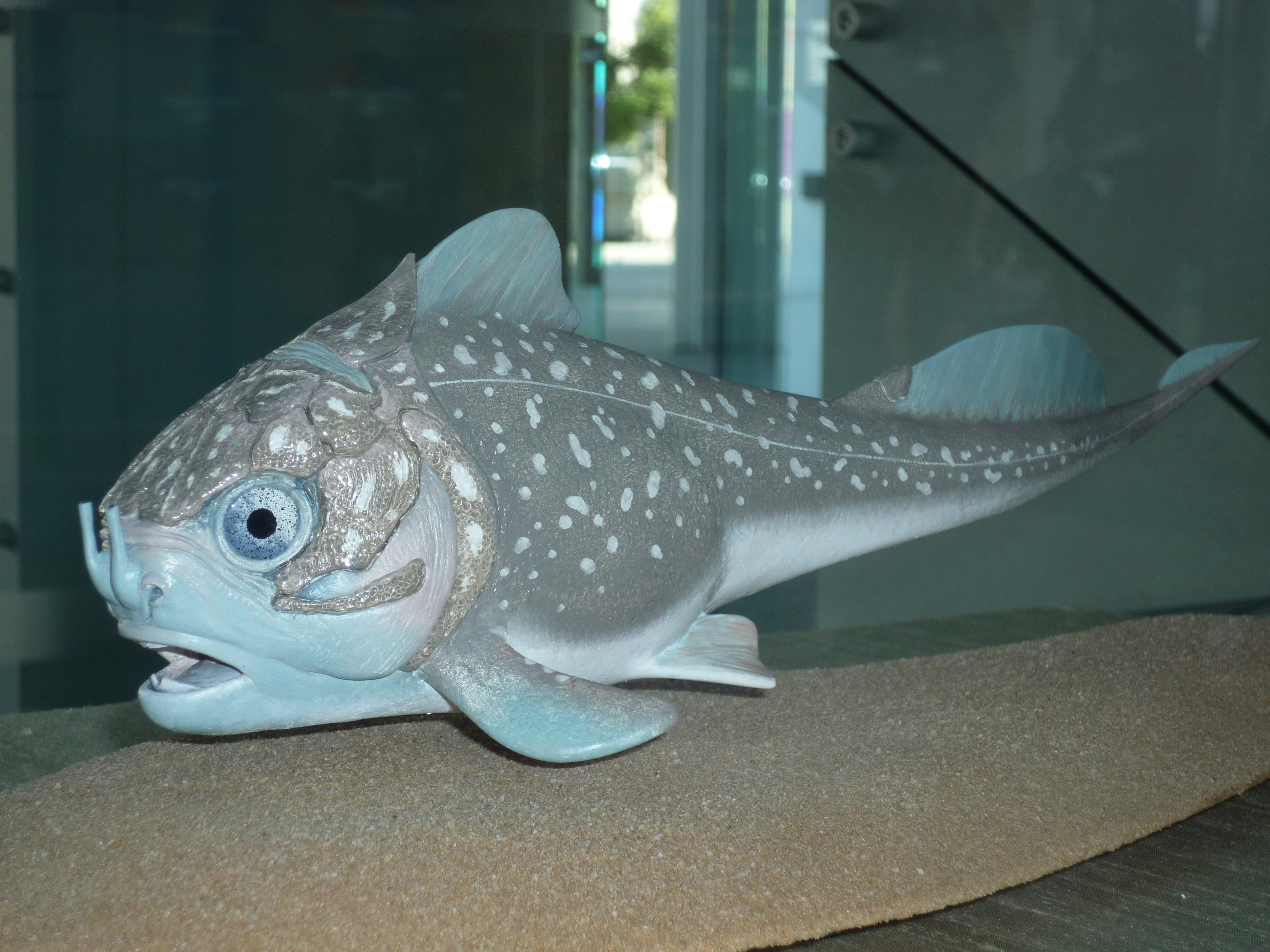
Modelo de Materpiscis en el Museum Victoria, Australia.

El análisis de la sección caudal del Materpiscis condujo al descubrimiento del esqueleto de un Materpisics juvenil, así como al cordón umbilical mineralizado. El equipo publicó sus resultados en el año 2008. La especie recibió el nombre de Materpiscis attenboroughi, en honor a David Attenborough, que fue el primero en llamar la atención sobre la importancia de los fósiles de peces en la formación de Gogo en su serie Life on Earth, en 1979.
Materpiscis era un pez blindado, similar a los escualos y sin parientes modernos. Medía entre veinticinco y treinta centímetros y tenía unos dientes muy potentes, que utilizaba para poder alimentarse de invertebrados de concha dura como las almejas o corales.
Los peces ptictodóntidos son el único grupo de placodermos que presentan dimorfismo sexual. Desde su descubrimiento, se pensaba que se reproducían utilizando fertilización interna, y el hallazgo de embriones fósiles en el interior de Materpiscis, así como un organismo similar de la formación de Gogo, Austroptyctodus, confirmaron que la deducción estaba en lo cierto.

## En la cultura popular
Los peces Materpiscis, tuvieron aparición en el documental: Animal Armageddon del 2010.